# Готфрид фон Рогге
Готфрид фон Рогге (нем. Gottfried von Rogge) — магистр Ливонского ордена с 1298 года по 1307 год.

## Биография
В 1298 году после гибели ливонского магистра Бруно в битве с литовцами новым ландмейстером Тевтонского Ордена в Ливонии был избран Готфрид фон Рогге.
Во время своего правления ливонский магистр Готфрид фон Рогге продолжил борьбу против рижского архиепископа и города Риги. После гибели ливонского магистра Бруно великий князь литовский Витень со своим войском осадил замок Нейрмюлен. Ландмейстер Тевтонского Ордена Готфрид фон Гогенлоэ отправил на помощь ливонским рыцарям войско из Пруссии под командованием кенигсбергского командора Бертольда фон Бригафена. 29 июня 1298 года в битве под Нейрмюленом кенигсбергский командор, соединившись с ливонскими крестоносцами, разгромил соединенное литовско-рижское войско. В битве погибло более четырёх тысяч рижан и литовцев. После победы Бертольд фон Бригафен опустошил владения рижского архиепископа и совершил набег на пограничные литовские владения. Рижский архиепископ Иоганн III фон Шверин (1294—1300) находился в плену у ливонских крестоносцев. В январе 1299 года папа римский Бонифаций VIII потребовал, чтобы ливонский магистр освободил рижского архиепископа из плена и вернул ему все конфискованные владения. Магистр и архиепископ получили приказ прибыть на папский суд в Рим. Рижский архиепископ Иоганн фон Шверин был освобожден из плена и вскоре отправился в Рим с новыми жалобами на действия Ордена. Город Рига, епископы эзельский и курляндский также подали свои жалобы папе римскому на действия ливонских крестоносцев. В декабре 1300 г. после смерти Иоганна фон Шверина, умершего в июле 1300 года, папа римский назначил новым рижским архиепископом Изарнуса Фонтиано (1300—1302), который в 1301 году приехал в Ливонию. В июле 1302 года при посредничестве тевтонского магистра Готфрида фон Гогенлоэ, находившегося тогда в Ливонии, рижский архиепископ Изарнус Фонтиано примирился с ливонским магистром Готфридом фон Рогге. Рижский архиепископ безуспешно пытался примирить рижский магистрат с орденскими властями и в конце 1302 года отказался от сана и уехал из Риги. В марте 1304 года папа римский назначил новым рижским архиепископом Фридриха Пернштейна (1304—1341). Он был встречен в Ливонии с большими почестями, принял присягу на верность от города Риги и вассалов рижского архиепископства. Рижский архиепископ Фридих Пернштейн смог добиться подписания перемирия между Ригой и ливонским магистром. Рига переходила под контроль архиепископа, Орден должен был возвратить Риге все городские имения и дома. Рижане обязались отказаться от военного союза с великим князем литовским.
В 1303 году мирное соглашение между Ригой и Ливонским Орденом было нарушено. Литовцы совершили нападение на рижский замок Динамюнде, ограбили монастырь и перебили монахов. Ливонский магистр предложил динамюндскому аббату продать ему монастырь за 4 тысячи марок. В мае 1305 года аббат продал свои владения ливонскому магистру, который занял Динамюнде и оставил в нём орденский гарнизон. Рижане отказались признать сделку между Ливонским орденом и динамюндским аббатом. В сентябре 1305 года рижский архиепископ Фридрих Пернштейн, поддержавший рижский магистрат, подал папе римскому большую жалобу на действия Ордена. Рижский архиепископ сообщал, что ливонские крестоносцы силой захватили архиепископские замки Динамюнде, Икскуль, Митаву и Кирхгольм. В следующем 1306 году орденский прокуратор при папском дворе смог опровергнуть все обвинения рижского архиепископа. Весной 1306 года рижский архиепископ сам отправился к папскому двору в Авиньон. В это время рижские бюргеры призвали великого князя литовского Витеня совершить набег на орденские владения. В июне литовское войско вторглось в ливонские земли и стали их опустошать. При приближении ливонского войска литовцы нашли защиту под стенами Риги, жители которой выделили для них отдельный замок. Ливонский магистр Готфрид фон Рогге не смог разбить литовцев и заключил перемирие с рижанами, выплатив им 700 марок за то, чтобы они больше не помогали литовцам. В ответ литовцы стали разорять рижские окрестности. 2 июля 1307 года в битве под Ригой ливонские крестоносцы одержали победу над литовцами, которые потеряли убитыми около тысячи человек.
В том же 1307 году великий князь литовский Витень изгнал ливонских крестоносцев из Полоцка и присоединил Полоцкое княжество к Великому княжеству Литовскому.